# Peg (Lied)
Peg ist ein Song der Jazz-Rockband Steely Dan. Er wurde 1977 als erste Single aus dem Album Aja veröffentlicht und erreichte Platz 11 in den Billboard-Charts.

## Allgemeines
Das Gitarrensolo des Songs war von sieben Studio-Session-Gitarristen eingespielt worden – unter anderem von Robben Ford und dem von der Band häufig eingesetzten Larry Carlton –, bevor Jay Graydons Solo ausgewählt wurde. Er hatte rund sechs Stunden an dem Lied gearbeitet, bevor die Band zufrieden war.
Graydon sprach 2014 über die Aufnahmen:

„Ja, sie sind dafür bekannt, sehr wählerisch zu sein, aber das bin ich als Gitarrist und Plattenproduzent auch. In diesem Sinne hatte ich kein Problem damit, mit ihnen zusammenzuarbeiten. Wie ich bereits erwähnt hatte, war ich der siebte Gitarrist, der sechs andere Soli ersetzte!“

## Besetzung
- Donald Fagen – Klavier, Gesang
- Jay Graydon – Lead-Gitarre
- Michael McDonald, Paul Griffin – Hintergrundgesang
- Tom Scott – Lyricon
- Victor Feldman, Gary Coleman – Percussion
- Steve Khan – Gitarre
- Don Grolnick – Clavinet
- Chuck Rainey – Bass
- Rick Marotta – Schlagzeug
- Paul Griffin – Elektrisches Klavier
- Tim Schmit – Hintergrundgesang

## Coverversionen
- 1989 coverte das US-amerikanische Hip-Hop-Trio De La Soul den Song.
- 2007 veröffentlichte die britische Sängerin Nerina Pallot eine Coverversion des Lieds.[5]